# Ant Group
Ant Group (en chino, 蚂蚁集团; pinyin, Mǎyǐ jítuán) anteriormente conocida como Ant Financial y Alipay, es una empresa afiliada del grupo chino Alibaba. Ant Group es la empresa de FinTech mejor valorada del mundo y la empresa unicornio más valiosa. En octubre de 2020, Ant Group esperaba recaudar 34.5 mil millones de dólares en la OPV más grande del mundo para ese momento, valorando a la compañía en 313 mil millones de dólares.
El grupo posee la plataforma de pago digital más grande de China, Alipay, que atiende a más de mil millones de usuarios y 80 millones de comerciantes, con transacciones de volumen de pago total (VTP) que alcanzan los 118 billones de yuanes para junio de 2020.
En marzo de 2019, The Wall Street Journal informó que el fondo de mercado monetario insignia de Ant, Tianhong Yu'e Bao era el más grande del mundo, con más de 588 millones de usuarios de la red de pagos móviles de Ant, Alipay, contribuyendo, más de un tercio de la población de China.